# Bandkeramische cultuur

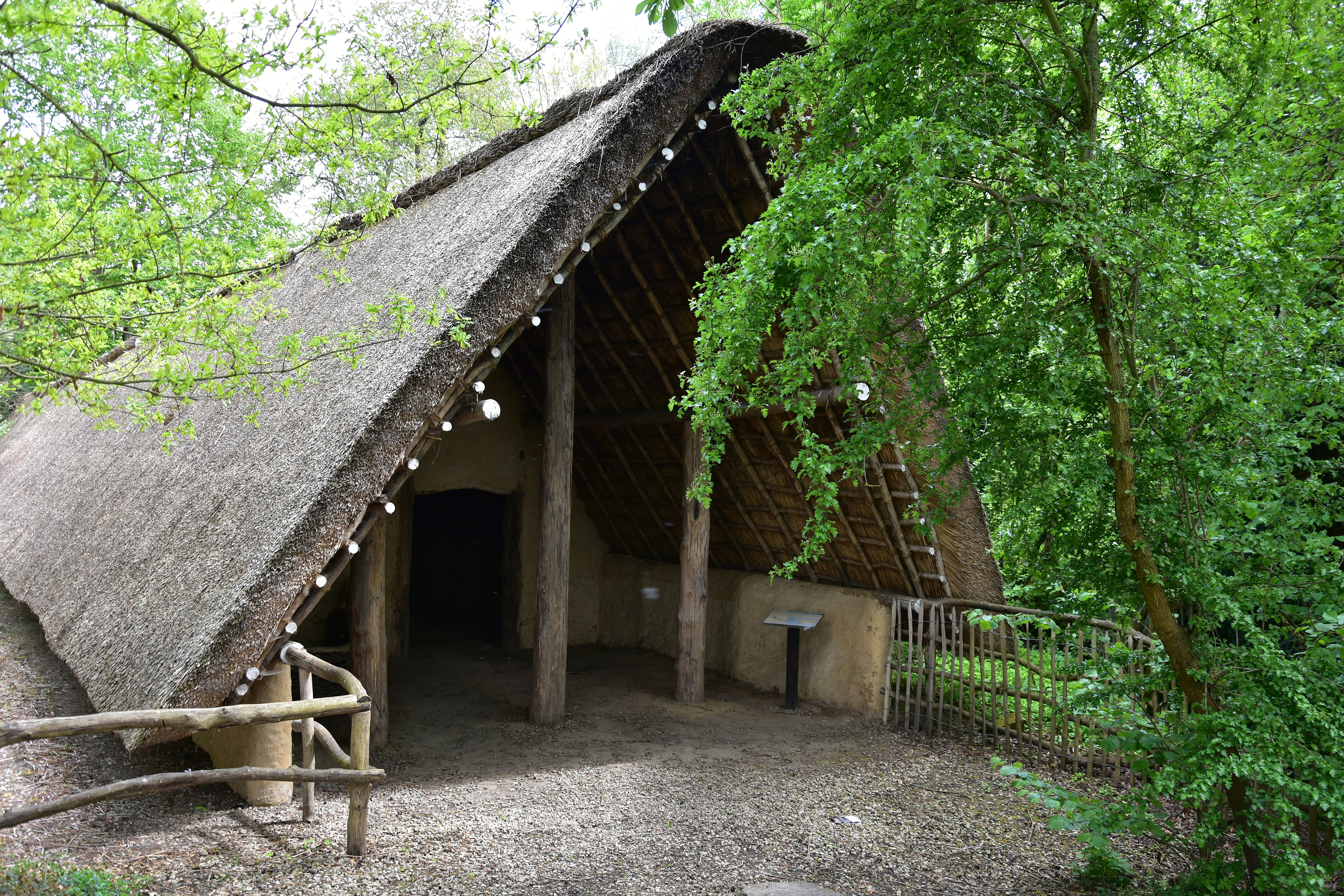
De reconstructie van een bandkeramische boerderij op de Archeosite van Aubechies-Beloeil

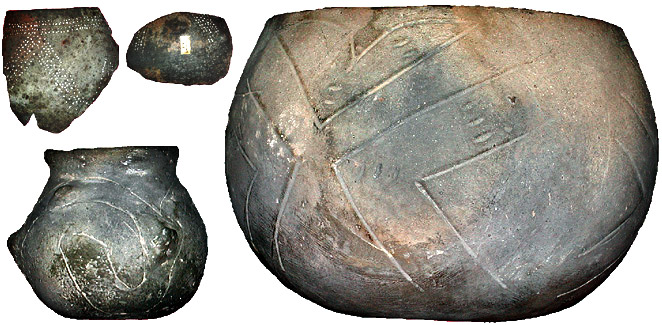
Typische bandkeramiek

De bandkeramische cultuur, of meer exact de lineaire bandkeramiek-cultuur (LBK), in België ook wel Omalien genoemd, is de archeologische cultuur waarmee in Centraal-Europa en de Lage Landen het neolithicum begon. In Zuid-Limburg begon deze cultuur op de hogere, vruchtbare lössgronden. De naam verwijst naar het versierde aardewerk dat deze volkeren maakten.
De cultuur handhaafde zich van circa 5500 v.Chr. tot circa 4400 v.Chr. Zij werd opgevolgd door de Rössencultuur (ca. 4500–4000 v.Chr) en de Michelsbergcultuur (circa 4250 v.Chr.).
De Archeosite van Aubechies-Beloeil toont een gereconstrueerde nederzetting van de bandkeramische cultuur.

## Oorsprong en vroege ontwikkeling
De vroegste vondsten van bandkeramische nederzettingen dateren van ongeveer 5600 tot 5000 v.Chr. De culturele invloeden op het gevonden aardewerk wijzen op een herkomst uit de Starčevo-Köröscultuur, met mogelijkerwijze invloeden van de Vinčacultuur. Vondsten van vroege bandkeramiek op de oostelijke Donau-oever in de buurt van Wenen laten een gemengd beeld van invloeden uit de Starčevocultuur en typische bandkeramische elementen zien.
Met de bandkeramische cultuur deed het neolithicum zijn intrede in Noordwest-Europa, en de boeren hadden geen gebrek aan vruchtbare lössgronden om te ontginnen. Of deze culturele verspreiding echter door migratie of door culturele diffusie is verlopen, is nog onduidelijk. Feit is dat de cultuur zich razendsnel verbreid heeft.
In de vroege periode kwamen de bandkeramiek-boeren in het gebied tussen Main en Neckar in contact met de jager-verzamelaars van de La Hoguette-groep, die als subneolithische uitloper van de cardiaal-impressocultuur wordt gerekend, wat voornamelijk blijkt uit de vondsten van mesolithische vuurstenen gereedschappen samen met typische bandkeramiek. Beide culturen speelden een rol in de neolithisering van het plaatselijke Rijn-Maas-Scheldemesolithicum. Plaatselijk is het naast elkaar voorkomen van mesolithische en neolithische gemeenschapen aangetoond, en tot de volledige neolithisering van het Rijn-Maas-Scheldegebied kan men uitgaan van een dergelijk naast elkaar bestaan van verschillende levenswijzen.

## Bevolking en levenswijze
Tijdens de bandkeramische tijd groeide de bevolking. De bevolking in het Duitse Rijnland nam vanaf het begin van het mesolithicum (10.000-5500 v.Chr.) met een factor tien toe; van 0,06 inwoners per km² rond 10.000 v.Chr. naar circa 0,6 inwoners per km² in de laat-keramische fase (rond 5000 v.Chr.). In Zuid-Limburg groeide de populatie in hetzelfde tijdvak met een factor 7, van ongeveer 1,5 inwoners per km² tot 10 inwoners per km².
Tegenwoordig ziet men het als minder waarschijnlijk dat deze boeren van elders naar Centraal-Europa en Nederland zijn geïmmigreerd. Waarschijnlijker is, dat deze mensen er al woonden en de kunst van landbouw, veeteelt en pottenbakken hebben afgekeken van waarschijnlijk de Starčevo-Köröscultuur. Wetenschappers wijzen er echter ook op dat de bevolkingsgroei onder landbouwers vaak veel hoger lag dan die onder de oorspronkelijke bevolking. In een betrekkelijk korte tijd zouden de landbouwers zich zo over heel Europa verspreid kunnen hebben.
Archeologen zien de bandkeramische cultuur in Nederland uitdrukkelijk als stroming binnen een groep neolithische volkeren. Er wordt weliswaar gesproken van 'het bandkeramische volk', maar de huidige archeologen gaan ervan uit dat er meerdere volksstammen met hun eigen technologische verfijningen geleefd hebben.
De cultuur behoort tot de oudste landbouwculturen in Midden- en West-Europa. Om landbouw te bedrijven werd eerst een stuk bos gerooid, zodat er voldoende open ruimte ontstond en bouw- en brandhout beschikbaar kwam. Door begrazing van het gedomesticeerde vee, koeien, geiten, schapen en varkens, bleef het gebied rond de nederzetting later open. Men verbouwde emmertarwe, eenkoorn, vlas, erwten, linzenwikke (Vicia ervilia) en peulvruchten en in een late fase papaver.
Kenmerkend waren de langhuizen (ca. 6-8 bij 20-35 meter) met 5 rijen houten posten, meestal noordwest-zuidoost georiënteerd, waarbij het noordoostelijke deel door middel van extra palen versterkt was en mogelijkerwijze door een gevlochten scherm van het zuidoostelijke gedeelte gescheiden was. Waarschijnlijk deed een gedeelte dienst als stal en een gedeelte als woonruimte. De wanden waren waarschijnlijk gemaakt van met leem dichtgesmeerd vlechtwerk, het dak van stro, riet of boomschors.
De huizen stonden meestal apart, soms in groepjes van twee of drie. Vroeger werden grotere aantallen genoemd, maar dit bleek op een misvatting te berusten. Sporen van verschillende langhuizen bleken, nadat ze gedateerd waren, van verschillende datum te zijn en laten een opeenvolging van herbouwingen zien, die nodig waren aangezien de houten bouwsels aan rotting onderhevig waren.
Een bijzondere categorie van vondsten zijn de weinige waterputten die uit de bandkeramiek bekend zijn. Deze constructies zijn door de ligging onder de grondwaterspiegel de enige plek waar hout en organische vondsten bewaard zijn gebleven. Uit de houten beschoeiingen blijkt dat het met stenen dissels mogelijk was ook gecompliceerde houtverbindingen te maken.

### Begrafenisgewoonten
Crematie en begrafenis kwamen bij de bandkeramische cultuur tegelijk voor, soms zelfs op één grafveld. Bij begrafenissen bevond de overledene zich meestal in foetushouding, soms op de linker-, soms op de rechterzijde. Er werden grafgiften meegegeven in de vorm van maalstenen, vuurstenen pijlpunten en gereedschappen, pigmentstenen (hematiet en grafiet), vlees en keramiek.

### Aardewerk

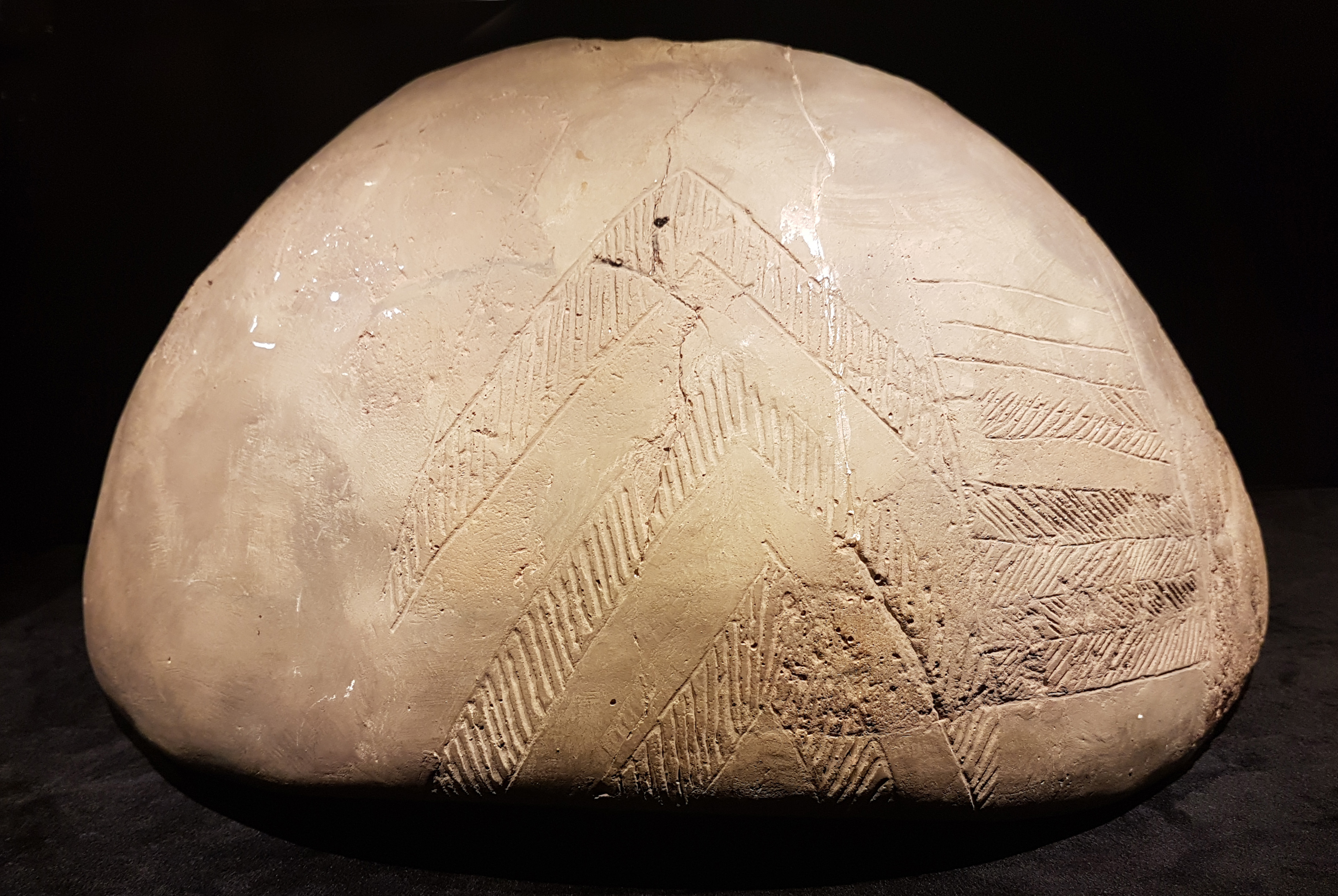
kom van Limburg-aardewerk uit Kesseleik

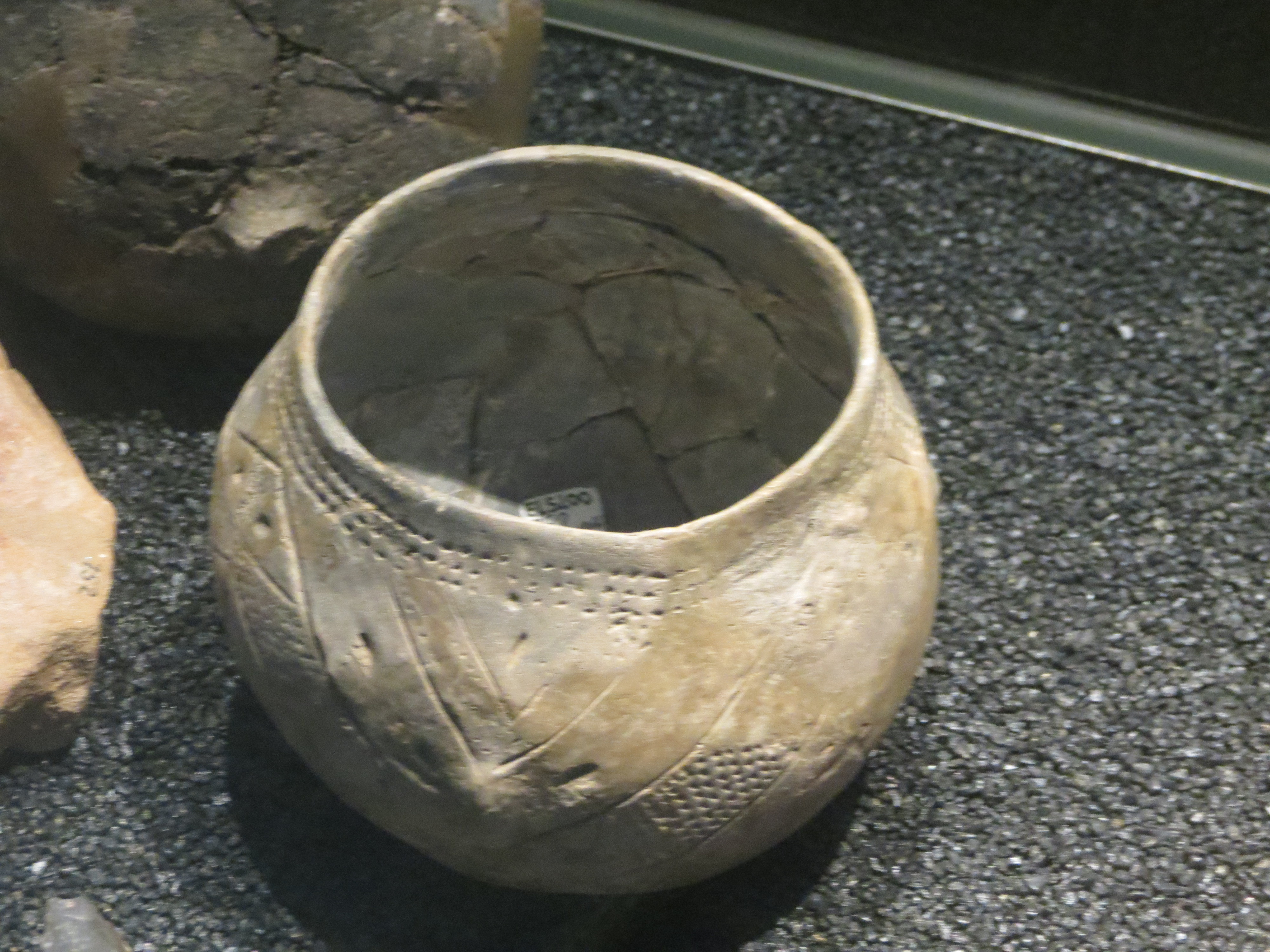
bandkeramiek uit Elsloo

Het oudst bekende keramische vaatwerk van Nederland is afkomstig van de bandkeramische cultuur. Typerend zijn de aaneengesloten bandversieringen die in de buitenwanden van het aardewerk gekrast zijn.
Het in Nederland aangetroffen keramiek is vrijwel altijd gebakken uit leemaarde (löss) uit de diepere, maagdelijke leemlagen. Archeologen vermoeden dat er nabij het huis of de boerderij putten werden gegraven waaruit bakleem en leem voor op het muurvlechtwerk werd gewonnen. De zo ontstane kuilen werden later weer opgevuld met slachtafval, potscherven, houtskoolresten en plantaardig afvalmateriaal.
Men bakte destijds het keramiek hoofdzakelijk in het open vuur. Welke handelingen specifiek werden verricht om het bakken te optimaliseren is onbekend. Zo kan het heel goed zijn dat er uitsluitend op vaste plaatsen bakvuren werden opgericht. Zo zijn er in Nederland aanwijzingen gevonden voor het stoken van vuren (buiten de huizen) in kuilen.
Door nauwgezet onderzoek van overeenkomstige versieringspatronen en vingerafdrukken op verschillende gerestaureerde potten is men erachter gekomen dat er ambachtslieden moeten zijn geweest die hun aardewerkproducten afzetten aan lieden buiten hun eigen nederzettingen. Zo zijn er potten van Elsloose makelij tot in Sittard en Simpelveld teruggevonden.
Er zijn in Nederland geen concrete sporen gevonden van constructies die duiden op het gebruik van bakovens. Echter, in Sittard en Elsloo zijn kuilen aangetroffen die verharde, verticale wanden met houtskoolsporen dragen. In één kuil werd in Sittard een rest van een aardewerken pot aangetroffen te midden van uitsluitend houtskoolsporen. Dit samen zou kunnen duiden op het bakken van de potten in open vuren ín kuilen.
De in het aardewerk aangebrachte figuren geven een aanwijzing in welke periode van de bandkeramische cultuur het valt: naarmate deze een grote variatie vertonen heeft het aardewerk een jongere datering.

### Bandkeramische kunst
Het oudst bekende aardewerken beeldje van een man uit Europa, de zogenaamde Adonis van Zschernitz (bij Wiedemar) is afkomstig van een volk van de bandkeramische cultuur. Ook zijn vele gekraste afbeeldingen van deze cultuur bekend, sommige vrouwelijk, de meeste zonder duidelijk geslacht. Kenmerkend zijn lijnvormige versieringen die waarschijnlijk het skelet benadrukken. Het feit dat deze versieringen ook bij afbeeldingen van dieren wordt gevonden, sluit uit dat het om een voorstelling van kleding gaat. Ook zijn figuurpotten bekend gemodelleerd naar menselijke gezichten of staand op een paar voeten en vele afbeeldingen van gehurkt zittende menselijke figuurtjes op potscherven die vanwege hun houding bekendstaan als paddenmannetjes ((de)  Krötenmännchen).
Waartoe precies deze beeldjes hebben gediend is onduidelijk, maar het feit dat ze vrijwel zonder uitzondering gebroken zijn, doet een cultische betekenis vermoeden.

### Landschappelijke aardwerken
De bandkeramische cultuur is eveneens verantwoordelijk voor de oudste aardwerken in het landschap van Midden- en West-Europa, zogenaamde kringgreppels. Er zijn vele complexen met grachten, wallen en palissaden bekend (b.v. in Eilsleben en Bördekreis), die meestal, maar niet altijd, op de windstreken zijn uitgelijnd. Hoewel de oudste kringgreppels uit de vroege bandkeramische periode dateren, zijn meer vondsten uit de jongere tijd bekend. Naast deze walachtige elementen kennen we ook zogenaamde onderbroken kringgreppels zoals het aardwerk van Herxheim voor het eerst uit deze cultuur.

## Bijzondere vondsten

### Langweiler
Sinds 1955 zijn in de streek bij Aldenhoven in het Rijnland noodopgravingen verricht op de locatie Langweiler 8 en andere terreinen, die aangewezen waren voor de dagmijnbouw van bruinkool. In deze omgeving waren al enkele dorpen bekend, en de resultaten van de noodopgravingen stelden niet teleur. In totaal zijn bij opgravingen in het gebied sinds 1955 vijftien nederzettingen gevonden.
De nederzettingen lagen aan de oostelijke rand van de Titzer-Platte, een gebied met een vruchtbare lössbodem. Uit de vondsten laat zich een goed beeld vormen van de bewoningsgeschiedenis. Een groot deel van onze kennis over de bandkeramische cultuur is gebaseerd op deze vondsten.

### Herxheim
De bandkeramische cultuur stelt soms voor raadsels. Een voorbeeld is de vondst van een ringgraf bij Herxheim in de Pfalz. Bij deze opgraving werden de skeletresten van meer dan 400 personen opgegraven, de meeste door geweld verbrijzeld. Telkens weer stootten de archeologen op schedeldaken in de vorm van een kom. Deze kommetjes werden soms in stapels gevonden. Opvallend was een keramische imitatie van zo'n kom, kennelijk speelde de voorwerpen een belangrijke rol bij het begrafenisritueel.
Hieruit werd afgeleid dat de doden eerst begraven werden, daarna weer opgegraven, waarna ze op reis gingen naar Herxheim, waar een rituele herbegrafenis volgde op een plek met magisch-religieuze betekenis. Onder de vondsten bevond zich een opvallend groot aantal onderkaken van honden, waarvan sommigen met hematiet gekleurd waren. De vraag die werd opgeworpen is welke betekenis de hond in het leven en de denkwereld van de bandkeramiekers speelde.
De overledenen werden vergezeld door vele grafgiften, in de vorm van keramiek van goede kwaliteit dat (kennelijk) tijdens of na het ritueel kapotgeslagen werd. Het gevonden keramiek en de vuurstenen gereedschappen zijn echter niet lokaal, maar komen uit Saarland, Bohemen, het mondingsgebied van de Moezel, België en het Bekken van Parijs.
In enige gevallen bleek dat de stoffelijke resten waren gescalpeerd, waarschijnlijk om bovengenoemde kommen te kunnen maken als het lijk nog niet voldoende was vergaan, en dat de stoffelijke resten soms met scherpe, maar meestal met stompe voorwerpen zijn bewerkt, in vele gevallen slechts enkele jaren na de begrafenis.
Uit analyse van de stoffelijke resten in complex 9 is ook naar voren gekomen dat in de latere gebruiksfases van dit ringgraf wellicht kannibalisme voorkwam. Op de botresten van ca. tien personen, waaronder twee zuigelingen, twee kinderen van 5 en 13 jaar oud en zes volwassenen, zijn snijsporen van vuurstenen gereedschappen gevonden. De aard van deze sporen duidt erop dat de stoffelijke resten ontleed zijn door pezen, gewrichtsbanden en spieraanhechtingen door te snijden, alsof men het skelet volledig van weefsel wilde ontdoen. De schedels die in dit complex werden gevonden, dragen scalpeer-sporen en zijn, net als schedelresten uit andere delen van dit gravenstelsel, tot kommetjes (kalotten) bewerkt. Overige beenderen, zoals dijbenen en bovenarmbotten maar ook middenhandsbeentjes en vingers zijn onveranderlijk kapotgeslagen en, naar men vermoedt, van merg ontdaan.
De forensische analyse van de gevonden skeletresten, die in de kalkrijke grond zeer goed bewaard waren gebleven, laat zien dat de bandkeramiekers van Herxheim goed doorvoed waren. Er is geen schade aan botten door ondervoeding geconstateerd, en geen tekens van typische oorlogsverwondingen. Sporen van oude botbreuken bewijzen dat deze geheeld waren en dat de eigenaar van het bot nog lang verder leefde, en waarschijnlijk vredig was overleden. Tevens is het complex een plaats van grote cultische betekenis, gezien de grote geografische spreiding van de oorsprong van diverse vondsten en de vaste (rituele) behandeling van skeletdelen.

### Jungfernhöhle
Een vergelijkbare vondst werd gedaan in een ondiepe grot bij Tiefenellern, gemeente Litzendorf, Beieren. In de grot, die niet meer dan 25 meter diep is, werden de skeletresten van 40 personen gevonden; 10-11 volwassenen, 4-5 adolescenten en 23 zuigelingen en kinderen. Alle skeletten op twee na waren vrouwelijk en werden vergezeld door grote hoeveelheden potscherven van opzettelijk vernield aardewerk. Uit onderzoek bleek dat de aanwezigen op gewelddadige wijze om het leven waren gekomen en dat de hersens uit de schedels waren verwijderd. Toch wijzen sporen van een goed geheelde botbreuk in een van de skeletten op een redelijke medische kennis; de breuk was vakkundig gezet en goed genezen.
De vele vondsten, niet alleen uit de bandkeramische periode, maar ook uit latere neolithische culturen, de bronstijd tot in de late Hallstatt-periode, en zelfs uit de late middeleeuwen, leiden tot de conclusie dat deze grot lange tijd als cultusplaats voor een vruchtbaarheidsritus heeft gediend, die ooit door de bandkeramische cultuur met mensenoffers is begonnen.
| Neolithicum in grote lijnen (uitklapbaar) | Neolithicum in grote lijnen (uitklapbaar) |
| jaartallen                                | gebeurtenissen |
| ----------------------------------------- | --- |
| 11.350 v.Chr. IJstijd                     | Het Weichselien (de laatste ijstijd) raakt ten einde. In Noord-Europa is er geen ijs en sneeuw, maar toendra. De mensen in deze streken van de paleolithische Hamburgcultuur en Magdalénien, jagen op kuddes trekkende rendieren. Zelfs op mammoeten, tot zelfs op de drooggevallen Doggersbank van de Noordzee. |
| 11.350–10.700 v.Chr. Allerød              | Dan volgt een wat warmere periode, Allerød-interstadiaal met bijna de huidige temperaturen. De mensen hier van de laatpaleolithische Federmessercultuur, Magdalénien, en Ahrensburgcultuur, jagen op rendieren. In Noord-Amerika smelten gletsjers en ontstaan reusachtige glaciale meren. |
| 10.700 v.Chr. Noord-Amerika Jonge Dryas   | In Noord-Amerika breekt de dam van een gigantisch stuwmeer (440.000 km²) van glaciaal smeltwater, het Agassizmeer; een enorme hoeveelheid water baant zich een weg door Amerika en stort zich in de Atlantische oceaan. Mogelijk raakt het klimaat hierdoor ontregeld. De jonge Dryas breekt aan, het wordt veel kouder en droger. |
| 9700 v.Chr. Vruchtbare sikkel             | In Zuid-Anatolië en de vruchtbare sikkel (maar ook op andere plaatsen in de wereld) zou dit de impuls kunnen zijn geweest tot het ontstaan van het neolithicum. Het land zou door de droogte en koude minder voedsel hebben opgebracht en de mensen in het Natufien en de PPNA hebben gedwongen zich te sedentariseren en gewassen te zaaien en te wieden. Volgens nieuwere inzichten was het Neolithicum 10.900 v.Chr. al stevig gevestigd in het Nabije Oosten en Zuid-Anatolië, en zou er mogelijk al ca. 20.000 v.Chr. geëxperimenteerd zijn met graanveredeling. In Noord-Europa waren er een kleine groep mensen die zich hadden aangepast aan de kou en de droogte.     |
| 9560 v.Chr. Noord-Europa                  | De jonge Dryas houdt plotseling op. Binnen een paar decennia wordt het veel warmer. In Noord-Europa ontstaan de mesolithische Maglemosecultuur (7500 – 6000 v.Chr.) en de Kongemosecultuur (6000 – 5200 v.Chr.). |
| 8500 – 3300 v.Chr. Vruchtbare sikkel      | In de vruchtbare sikkel wordt sinds ca. 8500 v.Chr. ook aan veeteelt gedaan, sinds ca. 6200 v.Chr. aan pottenbakken, ca. 5500 v.Chr. wordt het koper toegepast in werktuigen en wapens, ca. 4000 v.Chr. wordt het wiel uitgevonden en ca. 3300 v.Chr. het schrift. |
| 6500 v.Chr. Verspreiding                  | Het neolithicum begint zich vanuit de vruchtbare sikkel en Zuid-Anatolië te verspreiden over Europa. Mogelijk wordt deze verspreiding versneld door het onderstromen van de Zwarte Zee. Deze verspreiding gebeurt tot in de Balkan en het Middellandse Zeegebied voornamelijk door migratie, maar verder richting Noordwest-Europa voornamelijk door imitatie (via sociale- en handelscontacten). De nieuwe neolithici hebben de volgende vaardigheden: landbouw en veeteelt. En een paar eeuwen later ook pottenbakken. Er zijn twee verspreidingsroutes van het Neolithicum naar Europa: 1. via het Middellandse Zeegebied 2. via een route noordwest-waarts over de Balkan. |
| 6500 – 5500 v.Chr. Verspreidingsroute     | De waarschijnlijke verspreidingsroute die het neolithicum in Noord-Europa bracht, zou kunnen zijn: 1. Sesklocultuur, Griekenland, 7400 – 6200 v.Chr. Vanaf hier is de verspreiding van het neolithicum over heel Europa. 2. Starčevo-Köröscultuur, Oost-Europa en de Balkan, 6200 – 5600 v.Chr. Hieruit is waarschijnlijk de Bandkeramische cultuur voortgekomen. 3. 5500 v.Chr. De Bandkeramische cultuur ontstaat in o.a. Zuid-Limburg. Landbouw, veeteelt en pottenbakken worden 'afgekeken' van de neolithici van de Starčevo-Köröscultuur. |
| 4000 – 2000 v.Chr. Noord-Europa           | 1. 3700 v.Chr. een tweede golf van uitbreidingen van het Neolithicum naar Denemarken en Engeland. 2. 3300 v.Chr. Ötzi, de ijsman van de Alpen, blijkt een koperen bijl te hebben. 3. 3000 v.Chr. Uit die tijd is in Noord-Europa een wiel gevonden. Het is o.a. ook uitgevonden in de landen rond de Alpen. |
| Gevolgen                                  | Overal waar het neolithicum doordringt, veroorzaakt het grote veranderingen in de samenleving. Er komt: - hiërarchie, specialisatie, industrialisatie, handel. - Verder door de ongelijke verdeling van rijkdom: verdedigingsmuren, oorlog, privébezit, diefstal, rechtspraak. - Religie ontwikkelt zich vanuit voorouderverering en animisme mogelijk via sjamanisme naar het polytheïsme van de bronstijd. |